# Urbanowa Przełęcz
Urbanowa Przełęcz (słow. Urbanovo sedlo) – stosunkowo głęboka, trawiasta przełęcz w południowo-zachodniej grani Małego Gerlacha w słowackich Tatrach Wysokich. Oddziela od siebie dwie najwyżej położone spośród pięciu Urbanowych Turni (Dromedárov chrbát). Turnie te nie mają własnych nazw, oznaczone są jedynie numerami – Urbanowa Przełęcz znajduje się pomiędzy Urbanową Turnią V na północy a Urbanową Turnią IV na południu.
Przełęcz widoczna jest najlepiej od strony zachodniej, z Doliny Batyżowieckiej. W jej kierunku spada z niej głęboki i długi Urbanowy Żleb (Urbanov žľab). Z drugiej strony, na wschód, stoki z przełęczy opadają do górnego piętra Gerlachowskiego Kotła.
Nazwa Urbanowej Przełęczy, jak i innych okolicznych obiektów, została nadana na cześć Martina Spitzkopfa-Urbana. Był to spiski myśliwy, młynarz ze wsi Stara Leśna, a potem także przewodnik. W 1834 r. dokonał pierwszego wejścia na główny wierzchołek Gerlacha wraz z Johannem Stillem i towarzyszami.